# Pseuderosia
Pseuderosia là một chi bướm đêm thuộc phân họ Drepaninae.